# Museo municipale di belle arti di Santa Cruz de Tenerife
Il Museo municipale di belle arti di Santa Cruz de Tenerife (in spagnolo: Museo Municipal de Bellas Artes de Santa Cruz de Tenerife) è il museo di belle arti della città di Santa Cruz de Tenerife (isole Canarie, Spagna).

## Storia
L'origine del museo risale al 1840, quando la città creò un'esposizione per tenere le bandiere vinte contro la Royal Navy durante la battaglia di Santa Cruz de Tenerife, vinta contro l'ammiraglio Nelson nel 1797. L'edificio, in stile classico, è stato costruito all'inizio del 1929 dall'architetto Eladio Laredo.

## Descrizione
L'esterno è decorato con dieci busti, tra cui Àngel Guimerà (poeta e drammaturgo), Antonio de Viana (poeta), Agustín de Betancourt (ingegnere), Juan de Iriarte (grammatico e letterato), Teobaldo Power (musicista e compositore), Valentín Sanz (pittore) e Villalba Hervás (storico).

### Percorso espositivo
Il museo dispone di quattordici camere che contengono sia un fondo proprio del museo, sia un deposito di opere provenienti dal Museo del Prado di Madrid. Il museo ospita una collezione d'arte che vanno dalla pittura fiamminga del XVI secolo alla pittura del XX secolo, contando anche esempi di scultura e artigianato del luogo.
Una delle sue opere più notevoli è il Trittico di Nava y Grimón del pittore fiammingo Pieter Coecke. Tra i dipinti più importanti ci sono la Cacciata dei mercanti dal tempio e l'Entrata di Cristo in Gerusalemme di Juan de Miranda, l’Immacolata di Afonso Gaspar de Quevedo, un Sant'Andrea di José de Ribera; tra i depositi del Museo del Prado ci sono l’Orfeo di Jan Brueghel il Vecchio e la Difesa del convento di santa Engracia di Nicolás Megía Márquez.

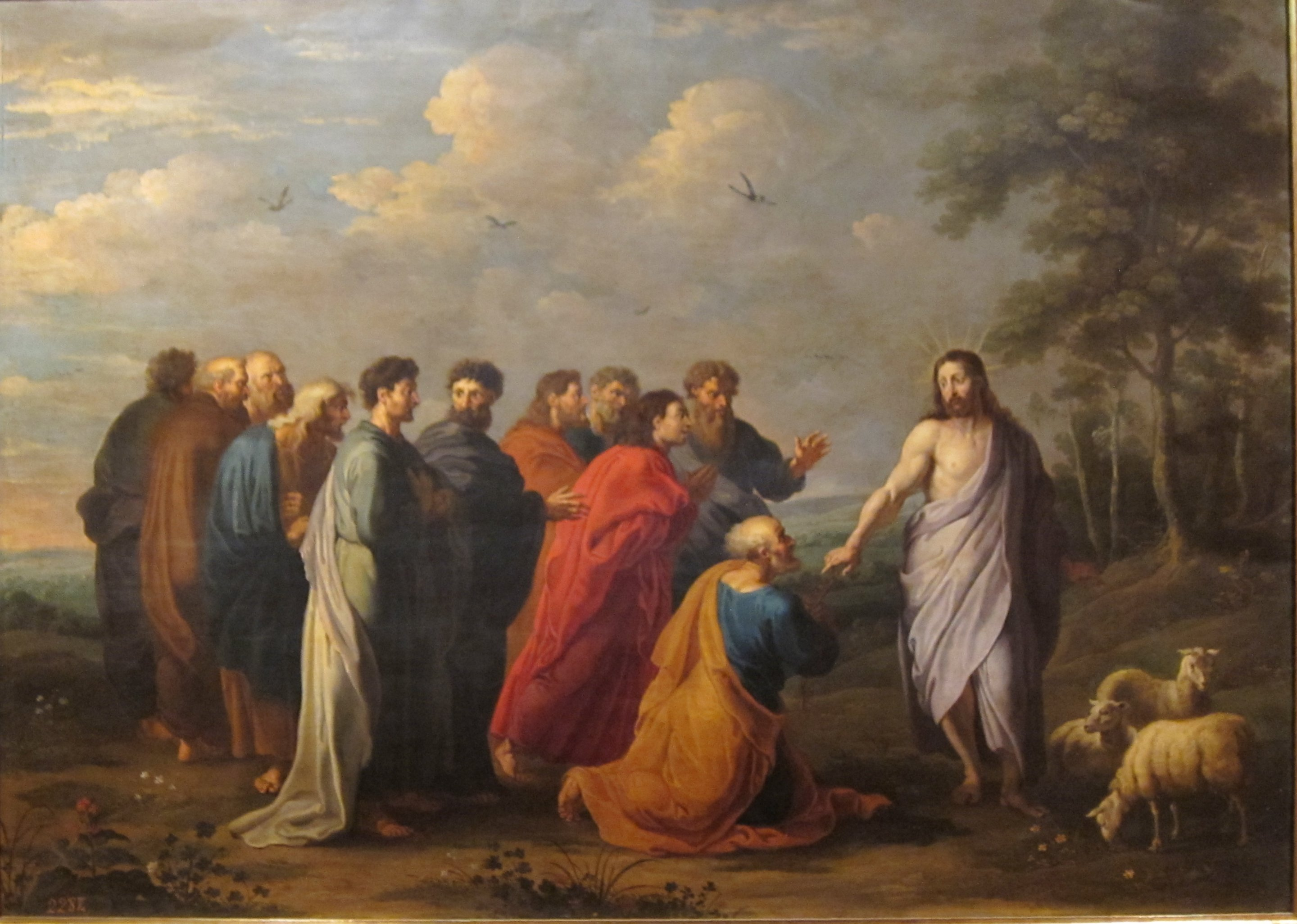
La Consigna de la Iglesia di Willem van Herp.
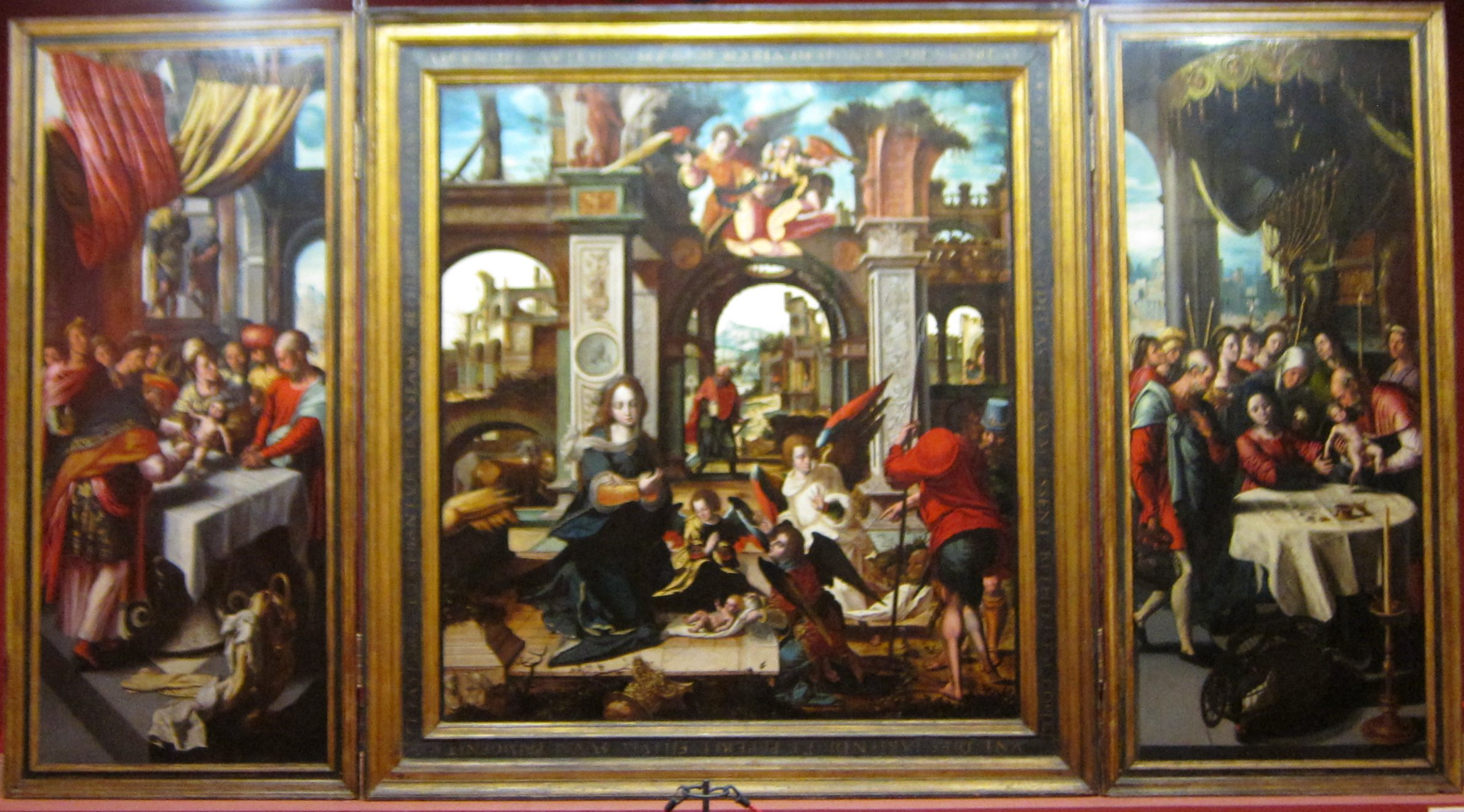
Trittico di Nava y Grimón di Pieter Coecke van Aelst.
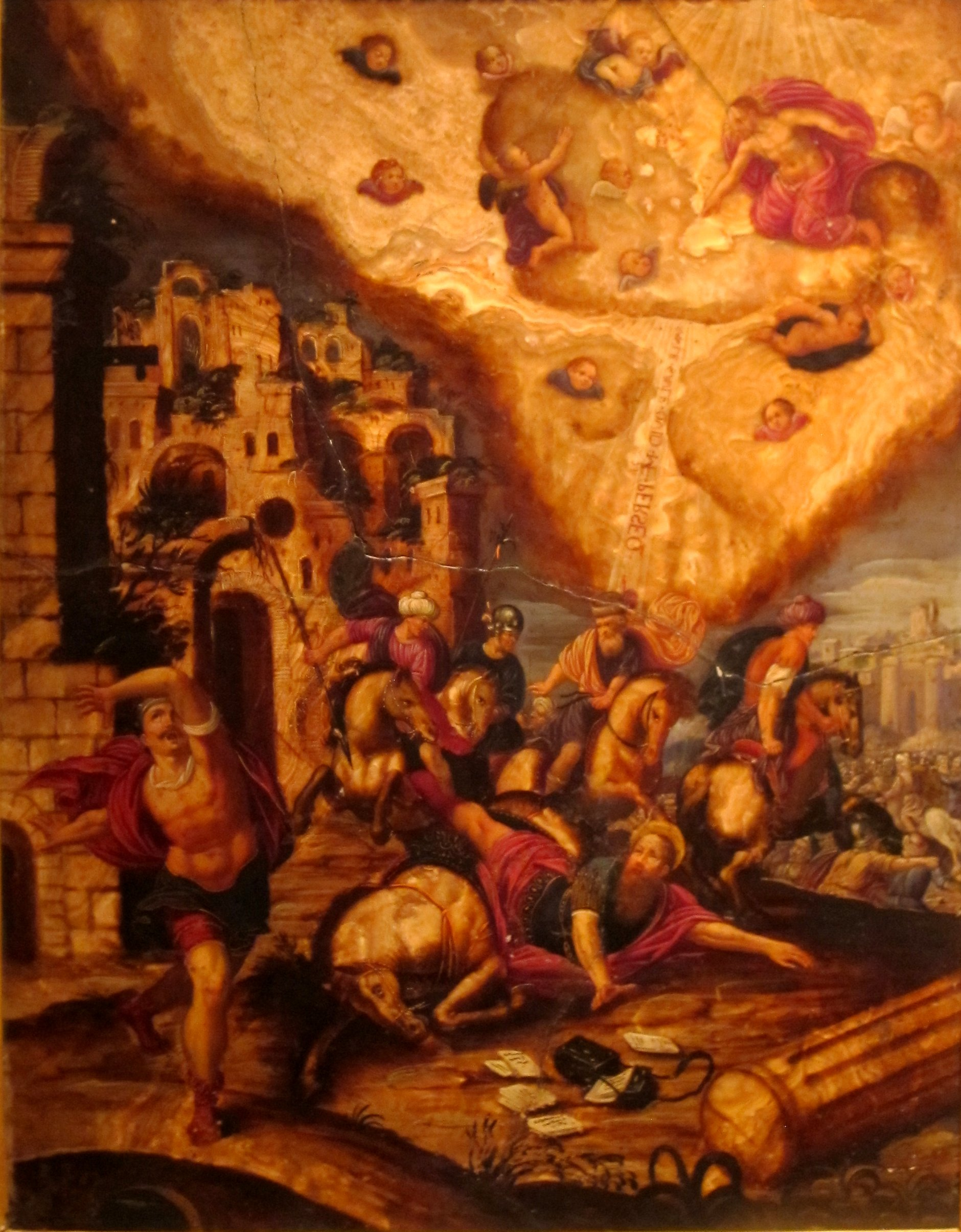
Conversion de San Pablo, anonimo del XVI secolo.
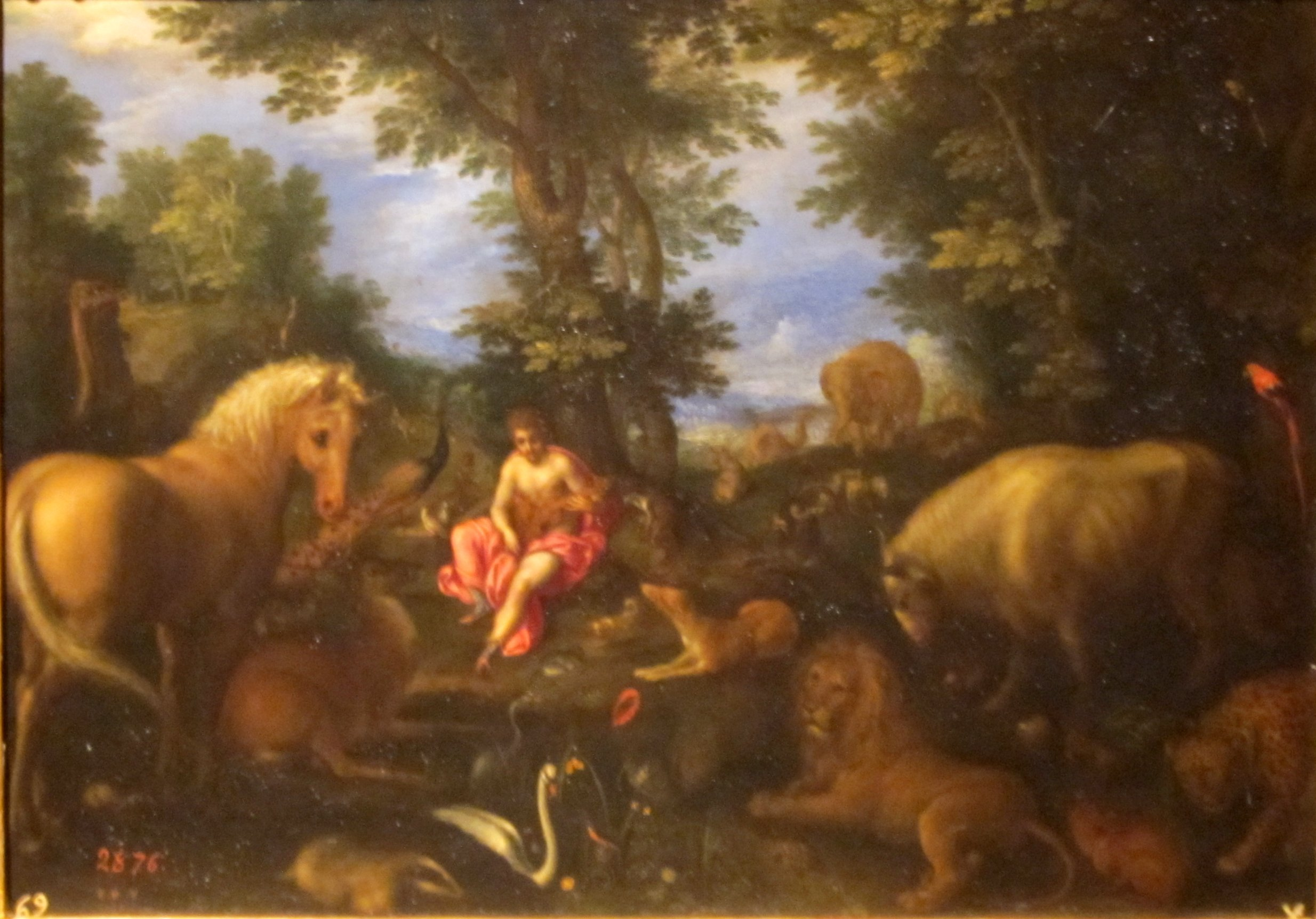
Orfeo di Jan Brueghel il Vecchio.